# Kyle Bartley
Pour les articles homonymes, voir Bartley.
Kyle Bartley, né le 22 mai 1991 à Stockport, est un footballeur anglais qui évolue au poste de défenseur à West Bromwich Albion.

## Biographie

### En club
Né à Stockport, Kyle Bartley commence à jouer au football à Bolton avant d'intégrer le centre de formation d'Arsenal le 31 juillet 2007. Il porte le brassard de capitaine en équipe réserve et contribue à la victoire en FA Youth Cup des Gunners en 2009.
Après avoir signé son premier contrat professionnel, il prend part à son premier match le 9 décembre 2009 lors du match de Ligue des champions face à l'Olympiakos. En février 2010, il est prêté jusqu'à la fin de la saison à Sheffield United. Régulièrement aligné, il participe à 14 matchs. Durant l'été 2010, il est de nouveau prêté à Sheffield, cette fois pour l'intégralité de la saison. Il se blesse en début de prêt et est indisponible un mois, après quoi il joue chaque match des Blades jusqu'au mois de janvier 2011 et la signature de Neill Collins. Bartley craint de perdre sa place de titulaire et demande son départ. Sa demande est acceptée et il retourne donc à Arsenal. 
Le 31 janvier, Arsenal et le Rangers FC se mettent d'accord sur le prêt du jeune joueur anglais. Le 6 mars 2011, il marque son premier but avec les Rangers, qui est également son premier but au niveau professionnel, face à Saint Mirren (1-0). Handicapé par une blessure au genou, il est forcé de retourner une nouvelle fois dans son club formateur. Les Rangers remportent le doublé Coupe-championnat à l'issue de la saison.
Remis de sa blessure, Bartley est utilisé lors de l'Emirates Cup en juillet 2011, avant de signer un nouveau contrat avec les Gunners le 3 août. Le lendemain, il est de nouveau prêté au Rangers FC jusqu'à la fin de la saison. Il prend part à 21 matchs avant de réintégrer à l'effectif des Gunners au début du mois de juillet 2012.
Le 17 août 2012, Bartley signe un contrat de trois en faveur du club gallois de Swansea City,.
Le 16 juillet 2018, il s'engage pour trois ans avec West Bromwich Albion.

## Palmarès

### En club
- Rangers FC
  - Champion d'Écosse en 2011.